# سرسره (بابل)
سرسره، روستایی است از توابع بخش بابل‌کنار شهرستان بابل در استان مازندران ایران.

## جمعیت
این روستا در دهستان درازکلا قرار دارد و براساس سرشماری مرکز آمار ایران در سال ۱۳۸۵، جمعیت آن ۱۲ نفر (۵خانوار) بوده‌است.